# Le Mythe de la 5e île
Pour plus de détails, voir Fiche technique et Distribution.
Le Mythe de la 5e île est un film documentaire comorien réalisé en 2007.

## Synopsis
Une explosion du mythe de la migration. La curiosité de l'acteur principal l'emmène à Londres, une ville cosmopolite où il faut batailler dur pour survivre, puis vivre avec des communautés d'horizons diverses. Que venaient-elles faire en un seul point de la terre toutes ces personnes de nationalités variées ? A la recherche du meilleur ? … d'une cinquième île ?

## Fiche technique
- Réalisation : Mohamed Saïd Ouma
- Production : Les Films façon façon
- Scénario : Mohamed Saïd Ouma
- Image : Mohamed Saïd Ouma
- Son : Benjamin Gueniot
- Montage : Barbara Turchetto